# Muzeul Brăilei
Muzeul Brăilei este un muzeu județean din Brăila, amplasat în Piața Traian nr. 3. Muzeul Brăilei a fost înființat în 1881 prin decretul regelui Carol I. Între 1955 - 1958 a funcționat în fostul Han Ceapâru, apoi a fost reorganizat, începând cu 1959, în actualul sediu. În 1968 s-a reorganizat expoziția permanentă a muzeului pe structura a două secții: de istorie și de artă. Aceasta a fost reamenajată în anul 1985, pentru a ilustra istoria județului în context național. Muzeul ocupă o clădire - monument arhitectonic, construită în 1870, având destinații diverse de-a lungul timpului (restaurant-hotel, alte utilități publice). Imobilul a fost grav afectat de cutremurul din mai 1990 și a fost restaurat. Secția de arheologie expune colecțiile sale pe situri, modalitate ce oferă două avantaje: pe de o parte vizitatorul are în față toate vestigiile unei comunități și își poate face o imagine completă despre ocupațiile și modul de viață al acesteia; pe de altă parte, procesul de evoluție devine tot mai evident, întrucât se pot observa schimbările din toate domeniile, de la artefacte la viața spirituală. Se remarcă siturile de la Brăilița, Lișcoteanca, Grădiștea, Însurăței, Siliștea, unde evoluția istorică poate fi urmărită pe parcursul mai multor milenii. Pot fi admirate vase și reprezentări figurative din neolitic, piese de podoabă și prestigiu din epoca bronzului, inventarul mormântului de la Găvani, atelierul unui bijutier de la Grădiștea, vase de sticlă romane. Structura colecțiilor din Secția de istorie se prezintă astfel: carte veche și rară, românească și străină; manuscrise și documente, românești și străine; numismatică românească și străină (inele sigilare, matrici sigilare, monede și bancnote, medalii și plachete); decorații românești și străine (ordine și medalii); istorie militară (uniforme, arme albe și de foc): metrologie; orologerie; aparate de înregistrare și redare a sunetului; fotografii de epocă și clișee pe sticlă.  Pe lângă secții de arheologie și istorie, muzeul mai are secții de artă (Casa Colecțiilor), etnografie și artă populară, științele naturii, memoriale.
Clădirea muzeului este declarată monument istoric, având codul BR-II-a-A-02131. Este un monument arhitectonic construit în 1870, având destinații diverse (restaurant-hotel, alte utilități publice). Imobilul a fost grav afectat de cutremurul din mai 1990 și se află în restaurare.